# Jay Nordlinger

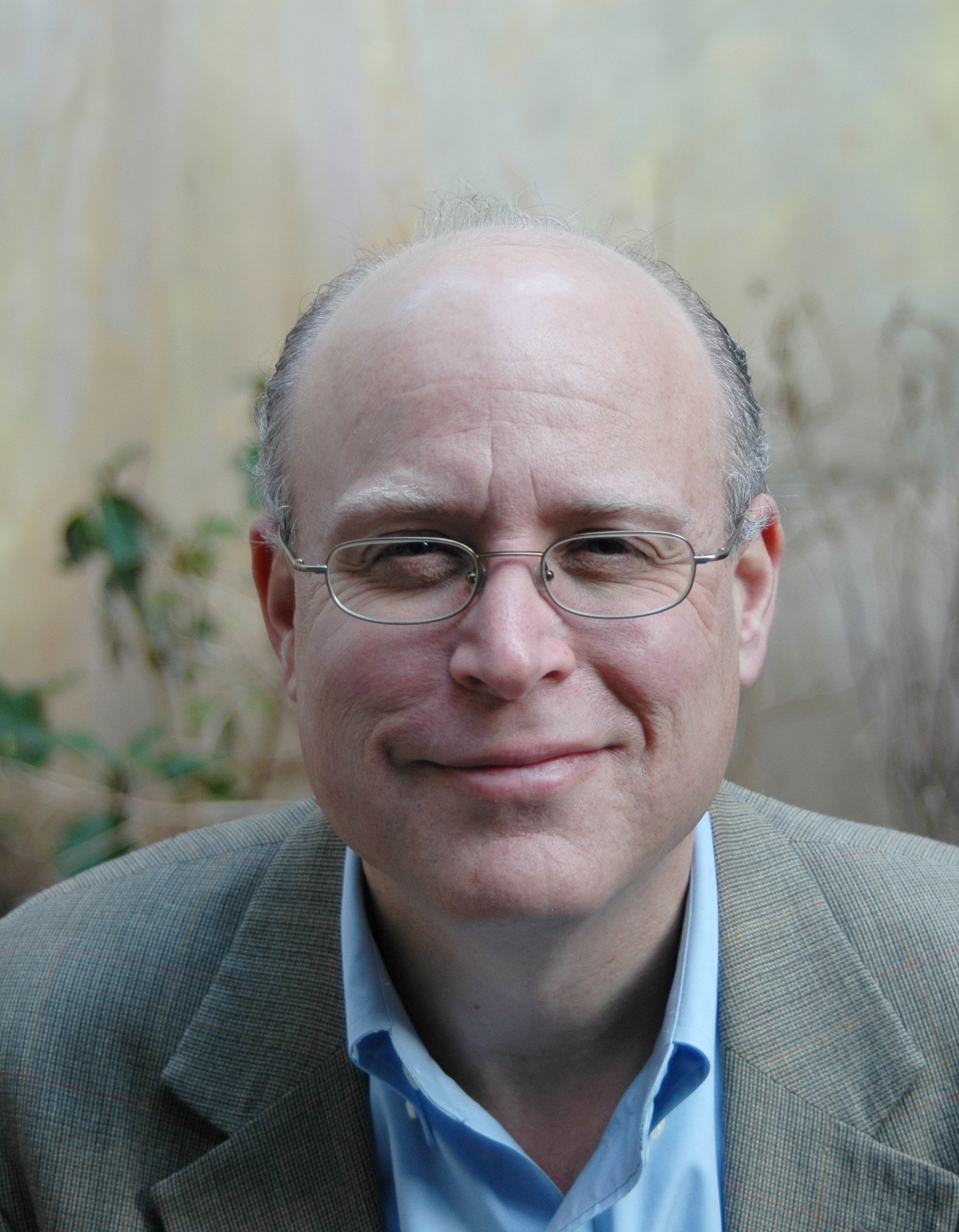
Jay Nordlinger

Jay Nordlinger (* 1963) ist ein amerikanischer Journalist, der für die National Review schreibt. Darüber hinaus verfasst er die Kolumne „Impromptus“ im Internetportal „National Review Online“. Nordlinger kommentiert dabei zahlreiche Inhalte wie beispielsweise Menschenrechte sowie China und Kuba.
Außerdem ist er für seine Kulturkritiken in Musik und Literatur bekannt. Seit 2003 war er Gastgeber für eine Reihe von Interviews und Vorträgen bei den Salzburger Festspielen.

## Auszeichnungen
2001 erhielt Nordlinger den Eric Breindel Award. Der Preis soll Journalisten auszeichnen, die „Liebe zu ihrem Land und ihren demokratischen Institutionen“ bewiesen haben. Im selben Jahr gewann Nordlinger außerdem den jährlichen „Chan Foundation for Journalism and Culture“-Preis.